# Битка при нос Спартел (1936)
Битката при нос Спартел е морска битка от Гражданската война в Испания, при която е разбита републиканската блокада на Гибралтарския пролив, осигурявайки морския маршрут за доставки до Испанско Мароко за националистите.

## Битката
Националистите се сблъскват с ескадра от републикански разрушители, разположени на западния край на пролива малко след 6:30 ч. сутринта. Разрушителят „Gravina“ е разположен близо до нос Спартел, докато неговият систършип „Almirante Ferrándiz“ патрулира край Сеута. Последва ожесточена размяна на огън, по време на която разрушителят „Almirante Ferrándiz“ е преследван и в крайна сметка потопен от „Canarias“ в Алборанско море след 40-минутен бой, докато „Gravina“ е преследван и ударен два пъти от „Almirante Cervera“ по атлантическото крайбрежие на Мароко. Главните оръдия на „Canarias“ намират своята цел в обхват от 11 морски мили (20 км) с втория си залп, докато тези на „Almirante Ferrándiz“ се представят слабо. Останалият републикански разрушител се оттегля към Казабланка. „Almirante Ferrándiz“, който е улучен шест пъти, се взривява и потъва на 18 морски мили (33 км) южно от Калабурас. Тридесет и един моряци от „Almirante Ferrándiz“ са спасени от „Canarias“, докато френският линеен кораб „Koutubia“ прибира други 26, включително неговия командир Хосе Луис Барбастро Хименес. Това действие е решаващо за отварянето на проливите за корабите на бунтовниците.